# Diastictis albovittalis
Diastictis albovittalis là một loài bướm đêm trong họ Crambidae.